# Isfried von Ratzeburg

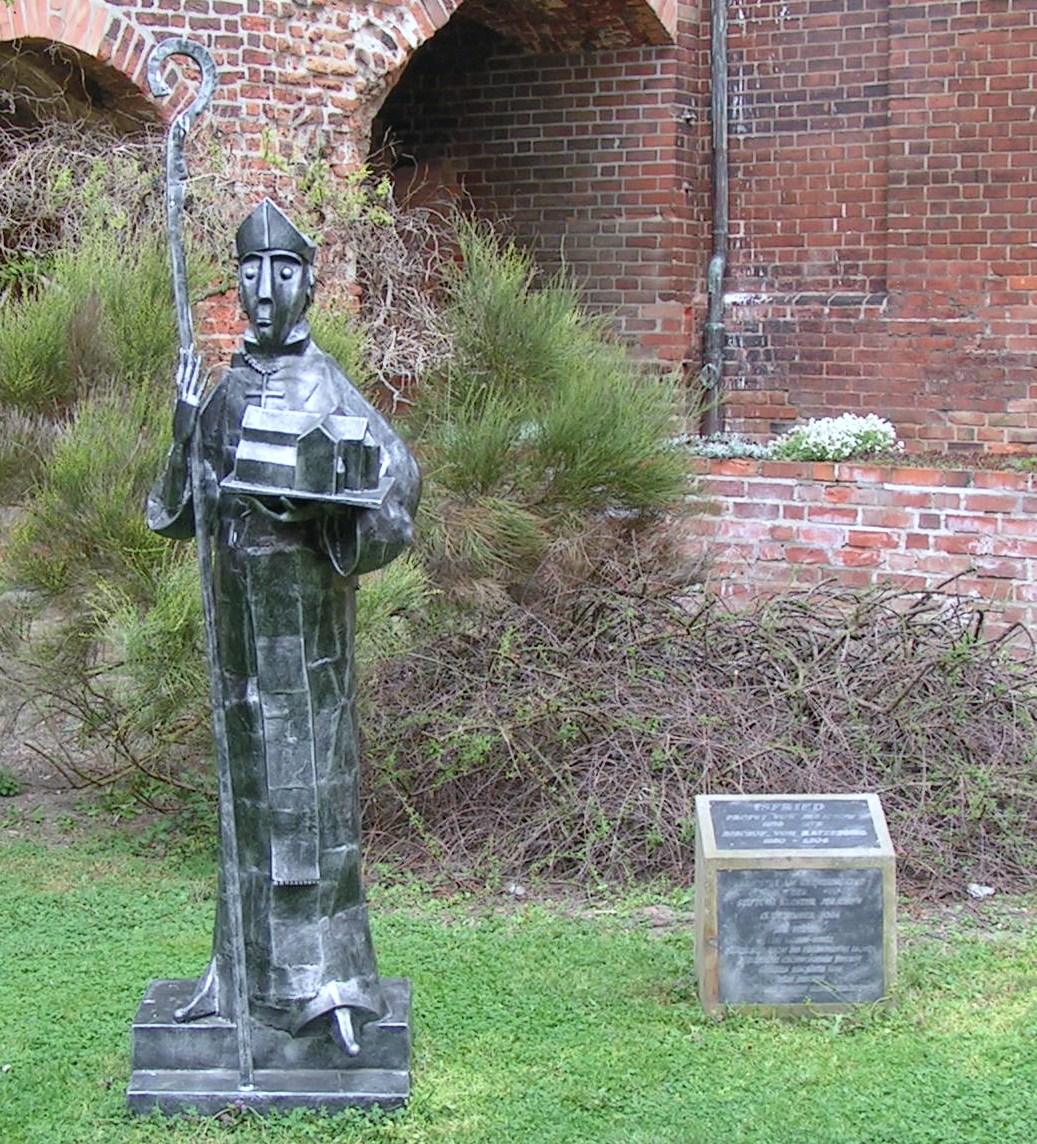
Moderne Plastik von Isfried von Ratzeburg im Kloster Jerichow

Isfried von Ratzeburg OPraem († 15. Juni 1204 in Ratzeburg) war ein Prämonstratenser und Bischof von Ratzeburg.

## Leben
Isfried war zunächst ab 1159 Propst des Klosters Jerichow im heutigen Sachsen-Anhalt, mit dessen Bau um 1148 begonnen und um 1172 abgeschlossen wurde. Nach Evermods Tod und einer zweijährigen Sedisvakanz des Bistums wegen des Streits um das Investiturrecht wurde der Vertraute Heinrichs des Löwen 1180 Bischof in Ratzeburg. Die Anerkennung der Wahl war der letzte Erfolg Heinrichs vor seiner Ächtung. Der bauerfahrene Isfried setzte den von Heinrich unter Evermod begonnenen Bau des Ratzeburger Doms fort. Architektonisch sind die stilistischen Einflüsse der Architektur aus Jerichow in Ratzeburg noch sichtbar. Als Beichtvater Heinrichs des Löwen nahm er diesem 1195 auch die letzte Beichte ab und erteilte ihm die Absolution und die Sterbesakramente. Er festigte und erweiterte das Bistum Ratzeburg im Wendischen Gebiet.
Im Jahre 1194 einigte sich Isfried mit dem Ratzeburger Domkapitel über die Aufteilung der Stiftsgüter. Die darüber ausgestellte Urkunde, der Isfriedsche Teilungsvertrag, enthält die Ersterwähnung von 74 Dörfern aus dem Kreis Herzogtum Lauenburg sowie Westmecklenburg und gilt deshalb als bedeutendstes Zeugnis über den Stand des hochmittelalterlichen Landesausbaus im Bistum Ratzeburg des 12. Jahrhunderts.
Zu seinen Ehren feierte man seit 1725 den 15. Juni als Gedenktag. Heute wird sein liturgisches Gedenken im Erzbistum Hamburg am 17. Februar als Eigenfeier zusammen mit dem der Ratzeburger Bischöfe Evermod und Ludolf begangen.